# Макаравита
Макаравита (исп. Macaravita) — город и муниципалитет в северо-восточной части Колумбии, на территории департамента Сантандер. Входит в состав провинции Гарсия-Ровира.

## История
Поселение, из которого позднее вырос город, было основано 20 мая 1725 года. Муниципалитет Макаравита был выделен в отдельную административную единицу в 1857 году.

## Географическое положение

Муниципалитет Макаравита

Город расположен в восточной части департамента, в горной местности Восточной Кордильеры, на расстоянии приблизительно 86 километров к юго-востоку от города Букараманги, административного центра департамента. Абсолютная высота — 2291 метр над уровнем моря.
Муниципалитет Макаравита граничит на севере с территорией муниципалитета Каркаси, на западе — с муниципалитетами Капитанехо и Сан-Мигель, на юге и востоке — с территорией департамента Бояка. Площадь муниципалитета составляет 110 км².

## Население
По данным Национального административного департамента статистики Колумбии, совокупная численность населения города и муниципалитета в 2015 году составляла 2378 человек.
Динамика численности населения муниципалитета по годам:
| 2005 | 2006 | 2007 | 2008 | 2009 | 2010 | 2011 | 2012 | 2013 | 2014 | 2015 |
| ---- | ---- | ---- | ---- | ---- | ---- | ---- | ---- | ---- | ---- | ---- |
| 2753 | 2706 | 2660 | 2621 | 2586 | 2550 | 2513 | 2479 | 2437 | 2403 | 2378 |

Согласно данным переписи 2005 года мужчины составляли 51,8 % от населения Макаравиты, женщины — соответственно 48,2 %. В расовом отношении белые и метисы составляли 99,6 % от населения города; негры, мулаты и райсальцы — 0,4 %.
Уровень грамотности среди всего населения составлял 84 %.

## Экономика
41,2 % от общего числа городских и муниципальных предприятий составляют предприятия сферы обслуживания, 38,2 % — предприятия торговой сферы, 11,8 % — промышленные предприятия, 8,8 %— предприятия иных отраслей экономики.